# Forskoline

Représentation de la Forskoline

La forskoline est un activateur de l'adénylate cyclase. Très utilisée en recherche, elle permet son activation sans passer par les récepteurs et les protéines G.
La forskoline est un principe actif de l'extrait de la plante Coleus forskohlii (synonyme de Plectranthus barbatus). Elle a les mêmes propriétés que l'éphédrine sur la thermogenèse dans les adipocytes, mais son action est plus directe. Elle est utilisée traditionnellement dans la médecine ayurvédique pour traiter tout un éventail de problèmes de santé, comme la diminution de la pression intra-oculaire.